# Anton Weindl
Anton Weindl (* 4. Juli 1895 in Christkindl; † 12. Dezember 1966 in Rottenbach) war ein österreichischer Politiker (ÖVP), Landwirt und Ziegeleibesitzer. Er war von 1945 bis 1949 Mitglied des Bundesrates und von 1949 bis 1962 Abgeordneter zum Österreichischen Nationalrat.

## Leben
Weindl besuchte die Volks- und Bürgerschule und arbeitete als Landwirt. Er übernahm 1940 eine Landwirtschaft sowie Ziegelei in Steyr. Weindl fungierte zwischen 1934 und 1938 als Bezirksobmann des Bauernbundes Steyr und war ab 1934 Kammerrat der Landwirtschaftskammer für Oberösterreich. Des Weiteren engagierte er sich ab 1931 als Gemeinderat der Christlichsozialen Partei in Steyr. Nach der Machtübernahme der Nationalsozialisten 1938 wurde er auf Grund seiner politischen Aktivitäten verhaftet und erst nach mehreren Wochen wieder entlassen. 
Nach dem Zweiten Weltkrieg war Weindl von 1945 bis 1965 erneut Bezirksobmann des Bauernbundes Steyr und von 6. Mai 1945 bis 30. Dezember 1949 Bezirkshauptmann des Bezirks Steyr-Land. Er engagierte sich zudem ab 1948 als Vorstandsmitglied des Bauernbundes Oberösterreich sowie als Vizepräsident der Landwirtschaftskammer für Oberösterreich, war ab 1953 Aufsichtsratsmitglied der Oberösterreichischen Raiffeisenzentralkasse und ab 1959 Obmann des Milchhofes Steyr. Zudem hatte er die Funktion eines Vorstandsmitglieds der Lagerhausgenossenschaft Steyr inne und war ab 1964 Vorstandsmitglied des Schärdinger Molkerei-Verbandes.
Weindl vertrat die ÖVP zwischen dem 19. Dezember 1945 und dem 5. November 1949 im Bundesrat und war danach vom 8. November 1949 bis zum 14. Dezember 1962 Abgeordneter zum Nationalrat.

## Privates
Weindl war verwitwet und Vater.

## Auszeichnungen
- Goldene Raiffeisenplakette (1963)